# Nationalparks in Tansania
In Tansania gibt es 22 Nationalparks, die von der Tansanischen National-Park-Organisation (TANAPA) anerkannt wurden.

## Geographische Übersicht

Nationalparks und Reservate in Tansania (Stand 2007)

| Norden - Serengeti-Nationalpark (1) - Tarangire-Nationalpark (7) - Lake-Manyara-Nationalpark (2) - Arusha-Nationalpark (3) - Rubondo-Nationalpark (10) - Kilimanjaro-Nationalpark (8) - Mkomazi-Nationalpark (15) - Saanane-Nationalpark (16) - Burigi-Chato-Nationalpark (17) - Ibanda-Kyerwa-Nationalpark (18) - Rumanyika-Karagwe-Nationalpark (19) | Süden - Ruaha-Nationalpark (4) - Mikumi-Nationalpark (5) - Udzungwa-Mountains-Nationalpark (12) - Kitulo-Nationalpark (14) - Nyerere-Nationalpark (20) | Westen - Mahale-Mountains-Nationalpark (11) - Gombe-Stream-Nationalpark (6) - Katavi-Nationalpark (9) - Ugalla-River-Nationalpark (22) Osten - Saadani-Nationalpark (13) |

## Geschichte
Der älteste Nationalpark in Tansania ist der Serengeti-Nationalpark, der im Jahr 1951 von Julius Nyerere, dem ersten Präsidenten der Republik eingerichtet wurde. Im Jahr 1960 folgten dann die zwei Nationalparks Manyara und Arusha. Bis zum Jahr 2013 gab es in Tansania fünfzehn Nationalparks. Im Jahr 2013 wurde der Saanane Nationalpark auf der Insel im Victoriasee eingerichtet, im Jahr 2019 folgten die sechs Nationalparks Burigi-Chato, Ibanda-Kyerwa, Rumanyika-Karagwe, Nyerere, Kigosi und Ugalla. Im Juni 2023 wurde durch einen Parlamentsbeschluss der Ruaha-Nationalpark um 478 km² verkleinert und der Kigosi-Nationalpark in ein Forest Reserve umgewandelt.
Zwei der Nationalparks wurden zum UNESCO-Welterbe erklärt, Serengeti und Kilimandscharo.

## Wirtschaftliche Bedeutung
Die Besucher der Nationalparks sind sowohl Touristen als auch Einheimische:
Die Einnahmen durch die Besucher von Nationalparks beliefen sich im Jahr 2019 auf über 125 Millionen Euro. Im COVID-Jahr 2020 sanken die Erträge auf unter 37 Millionen Euro.

## Liste der Nationalparks
| Nummer | Name               | Größe [km²] | Gründungs-Jahr | Region                  | Foto | Kurzbeschreibung |
| ------ | ------------------ | ----------- | -------------- | ----------------------- | ---- | --- |
| 1      | Serengeti          | 14.763      | 1951           | Mara, Arusha, Simiyu    |      | Der Park im Norden Tansanias wurde im Jahr 1981 zum UNESCO-Welterbe erklärt, da in ihm die weltweit größten Tierwanderungen stattfinden. Eine Million Gnus, 900.000 Gazellen, 300.000 Zebras unternehmen jährlich eine eintausend Kilometer lange Rundwanderung. |
| 2      | Lake Manyara       | 649         | 1960           | Arusha, Manyara         |      | Der alkalische Manyara-See westlich von Arusha beherbergt eine große Anzahl und Artenvielfalt an Vögeln, darunter Flamingos, Gelbschnabelstörche und Reiher. Daneben leben hier große Paviankolonien und baumkletternde Löwen. |
| 3      | Arusha             | 552         | 1960           | Arusha                  |      | Der Park bietet neben seiner guten Erreichbarkeit wegen der Nähe zu Arusha eine reizvolle Landschaft. Er umfasst von der 1500 Meter über dem Meer gelegenen Steppe über Dschungel bis zum 4500 Meter hohen Mount Meru auch Hochgebirge. Vor der Kulisse des Kilimandscharo findet man Flusspferde und Vögel bei den Momella-Seen, Colobusaffen, Mantelaffen und Meerkatzen in der Waldregion. |
| 4      | Ruaha              | 20.300      | 1964           | Iringa, Dodoma, Mbeya   |      | Dieser große Park am Fluss Ruaha im Zentrum von Tansania bietet neben den bekannten afrikanischen Säugetieren wie Elefanten, Löwen, Antilopen, Giraffen und Geparden auch die gefährdeten Wildhunde und über 500 Vogel- und 1500 Pflanzenarten. |
| 5      | Mikumi             | 3.230       | 1964           | Morogoro                |      | Der Mikumi Park westlich von Daressalaam umfasst zwei Ökosysteme: Im Nordwesten die Mkata-Ebene mit Akazien und Baobab Bäumen, bewohnt von Elefanten, Zebras, Löwen, Leoparden, Antilopen und im Südosten das Uluguru-Gebirge, wo über vierhundert Vogelarten vorkommen. |
| 6      | Gombe              | 52          | 1968           | Kigoma                  |      | Im Westen von Tansania am Tanganjikasee gelegen sind die Schimpansen die Hauptattraktion des Nationalparks. Schon im Jahr 1960 erforschte Jane Goodall hier das Verhalten dieser Menschenaffen. |
| 7      | Tarangire          | 2.600       | 1970           | Arusha, Dodoma, Manyara |      | Von der Ebene im Südosten bis zu den großen Seen des Grabenbruchs im Nordwesten bietet der Nationalpark verschiedenste Ökosysteme: Trockene Steppen mit Elefantengras, Akazienwälder und Sumpgegebiete am Tarangire Fluss. Der Tierbestand wechselt stark, abhängig von der Lage und der Jahreszeit. |
| 8      | Kilimandscharo     | 1.668       | 1974           | Kilimandscharo          |      | Das Gebiet des Kilimandscharo wurde im Jahr 1987 zum UNESCO-Welterbe erklärt, da er weltweit der größte freistehende Vulkan ist. Der 5895 Meter hohe Kegel ragt fast 5000 Meter über die umliegende Ebene auf. |
| 9      | Katavi             | 4.471       | 1974           | Katavi                  |      | Im westlichen Grabenbruch gelegen bietet dieses Gebiet permanente Wasserstellen an den Flüssen Katuma und Kapapa, sodass sich dort in der Trockenzeit große Herden von Zebras, Topis und Impalas mit den stationären Elefentenherden, Löwen, Schakalen und Krokodilen treffen. |
| 10     | Rubondo            | 457         | 1977           | Geita, Kagera           |      | Der Nationalpark im Victoriasee umfasst neben der Insel Rubondo neun kleinere Inseln und die Wasserflächen dazwischen. Der Großteil der Landflächen sind unberührte Wälder mit Grasinseln, bewohnt von Buschböcken, Sumpfantilopen, Ottern, Flusspferden und Krokodilen. In den sumpfigen Uferzonen brüten Reiher, Störche und Löffler, mehr als 400 Vogelarten wurden identifiziert. |
| 11     | Mahale Mountains   | 1.577       | 1985           | Katavi, Kigoma          |      | Im Westen von Tansania am Tanganjikasee gelegen beherbergt dieser gebirgige, bewaldete Park neben Colobus, Rotschwanz- und Blauaffen auch Schimpansen. Im Tanganjikasee leben tausend Fischarten. |
| 12     | Udzungwa Mountains | 1.990       | 1992           | Morogoro, Iringa        |      | Rund 350 Kilometer südwestlich von Darresalaam liegen die bewaldeten Udzungwa-Berge, deren Kerngebiet zum Nationalpark erklärt wurde. Hier leben zehn Arten von Primaten und einzigartige Pflanzen. Das Gebiet eignet sich besonders für Wanderungen. |
| 13     | Saadani            | 1.100       | 2005           | Pwani, Tanga            |      | Der einzige Nationalpark Tansanias am Indischen Ozean ermöglicht die Kombination von Tierbeobachtungen und Strandurlaub. Für die Tierbeobachtungen werden sowohl Wandersafaris als Bootsafaris am Fluss Wami angeboten. |
| 14     | Kitulo             | 413         | 2005           | Njombe, Mbeya           |      | Im Südwesten Tansanias liegt der Kitulo-Nationalpark inmitten der Kipengere-, Poroto- und Livingstone-Berge in einer Höhe 2700 Meter über dem Meer. Von den Einheimischen wird das Gebiet „Bustani ya Mungu“ (Garten Gottes) genannt, da eine große Anzahl blühender Pflanzen die Hänge bunt färbt. |
| 15     | Mkomazi            | 3.245       | 2008           | Kilimandscharo, Tanga   |      | An der Grenze zu Kenia gelegen leben Giraffen, Elenantilopen, Gnus, Zebras, Antilopen, Gazellen, Büffel und zahlreiche Raubtiere wie Löwen, Leoparden, Hyänen und Geparden in einer Trockensavanne. Auch das in Tansania fast ausgerottete Spitzmaulnashorn kommt hier vor, ebenso wie über 400 Vogelarten. Im Südosten sieht man die Usambara-Berge, bei guter Fernsicht auch den Kilimandscharo im Nordwesten. |
| 16     | Saanane            | 3           | 2013           | Mwanza                  |      | Direkt vor der Stadt Mwanza liegt auf einer Insel im Victoriasee der Saanane Nationalpark. Im Jahr 1964 als Zoo gegründet, wurden Wildtiere auf die Insel gebracht. Im Jahr 1991 wurde das Gebiet zum Wildreservat und 2013 zum Nationalpark erklärt. |
| 17     | Burigi-Chato       | 4.707       | 2019           | Kagera, Geita           |      | Zwischen dem Victoriasee und Ruanda liegt dieser Nationalpark mit Flusspferden, Sitatungas, Impalas, Löwen, Antilopen, sowie Elefantenwanderungen. Die bekanntesten Vogelarten sind Sattelstorch, Schreiseeadler, Trauerkiebitz und Schuhschnabel. |
| 18     | Ibanda-Kyerwa      | 299         | 2019           | Kagera                  |      | Im Nordwesten von Tansania, an der Grenze zu Ruanda und Uganda beherbergt dieser Park viele Säugetiere, wie Leoparden, Flusspferde, Roan-Antilopen und Büffel. |
| 19     | Rumanyika-Karagwe  | 247         | 2019           | Kagera                  |      | Die beste Zeit für Vogelbeobachtungen in diesem im Nordwesten von Tansania gelegenen Nationalpark am Fluss Kagera ist die Regenzeit von Jänner bis April. Der Park beherbergt auch Elefanten, Elands, Wasserböcke, Roan-Antilopen, Giraffen, Warzenschweine, Löwen und Flusspferde. |
| 20     | Nyerere            | 30.893      | 2019           | Lindi, Pwani, Morogoro  |      | Dieser größte Nationalpark Tansanias liegt im Südosten des Landes und bietet weitgehend ungestörte Natur. Rund um den Fluss Rufiji leben große Herden von Elefanten und Büffeln, sowie zahlreiche Löwen und die gefährdeten afrikanischen Wildhunde. |
| 22     | Ugalla-River       | 3.865       | 2019           | Tabora                  |      | Im westlichen Zentral-Tansania fließt der Ugalla Fluss durch eine Landschaft aus Hügeln und breiten Tälern mit Miombo-Wäldern und Grassavannen. In seinen sumpfigen Abschnitten im Westen leben Sitatunga-Antilopen und Wasservögel wie Schuhschnabelstörche und Kraniche. In der Trockenzeit von Juli bis Oktober konzentrieren sich viele Wildtiere an seinen Ufern. Elefanten, Büffel, Löwen, Leoparden, Giraffen, Zebras sowie Herden von Zobel- und Roanantilopen treffen auf im Fluss lebende Krokodile und Flusspferde. |

### Ehemalige Nationalparks
| Nummer | Name   | Größe [km²] | Gründungs-Jahr | Region                | Foto | Kurzbeschreibung |
| ------ | ------ | ----------- | -------------- | --------------------- | ---- | --- |
| 21     | Kigosi | 7.460       | 2019–2023      | Kigoma, Tabora, Geita |      | Der ehemalige Kigosi-Nationalpark im Westen von Tansania umfasst das größte Feuchtgebietsökosystem aller ostafrikanischer Reservate. Hier leben seltene Wasservögel wie der Klunkerkranich und der Schuhschnabel, aber auch Säugetiere wie Sitatunga, Wasserböcke und Büffel. Der Nationalpark wurde 2023 aufgehoben und in ein Wildreservat umgewandelt. |

## Bilder

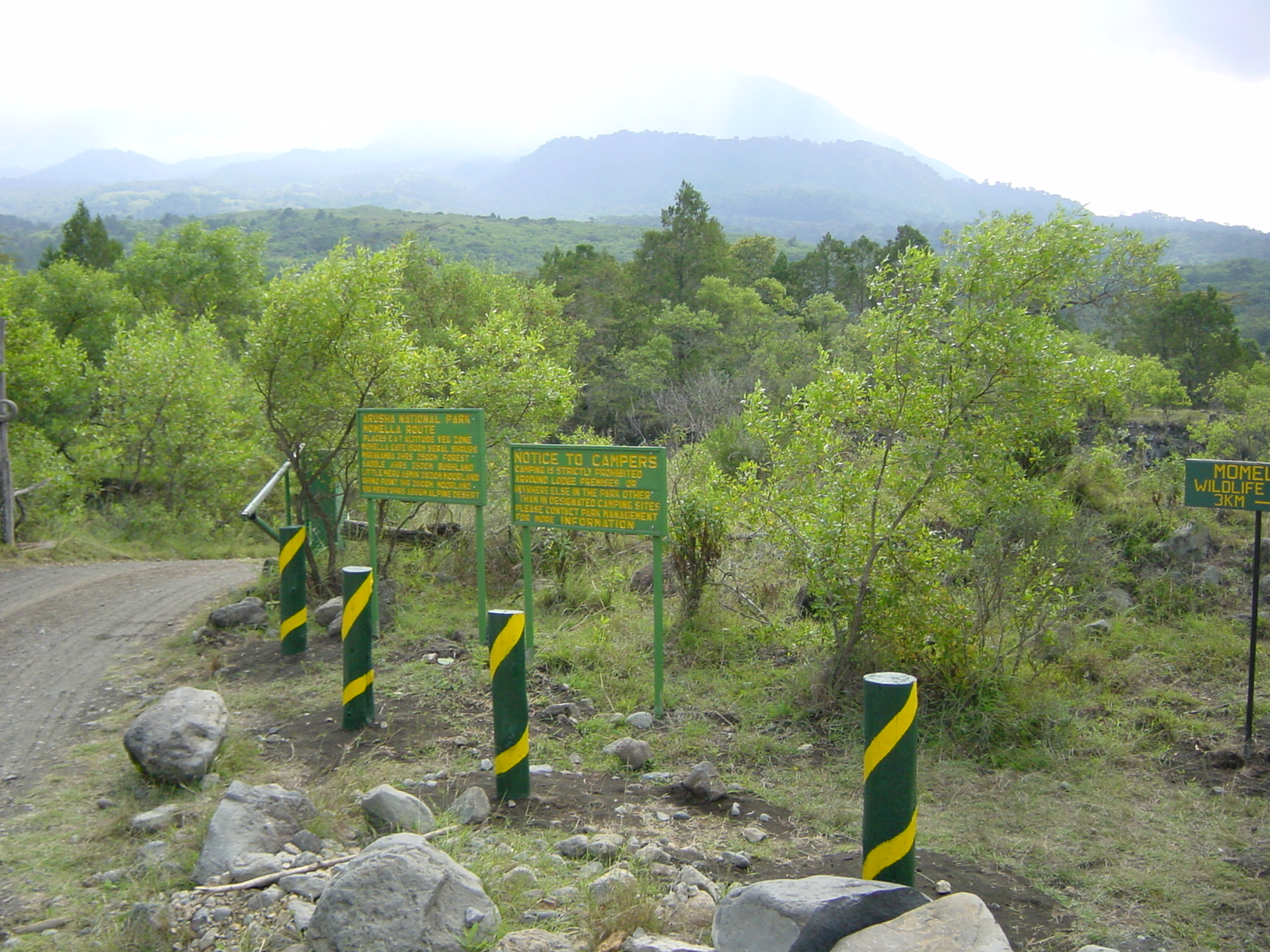
Arusha-Nationalpark
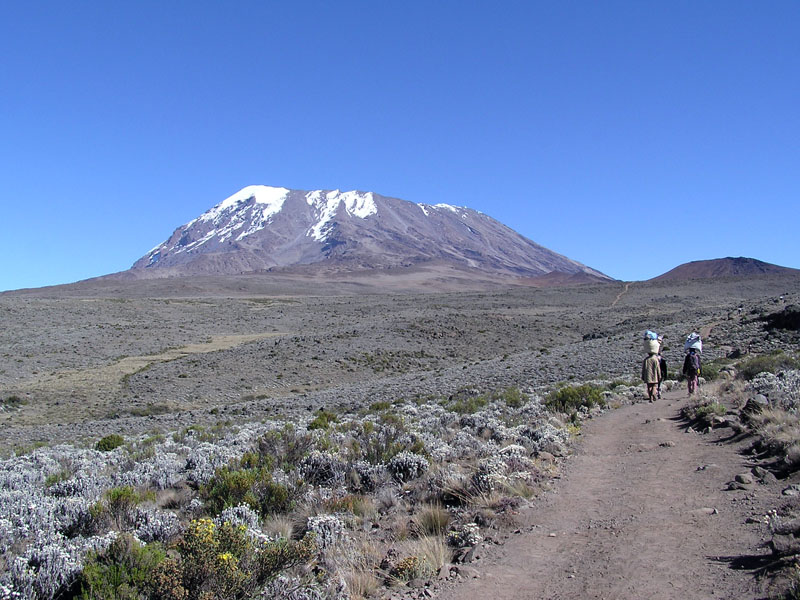
Kilimandscharo
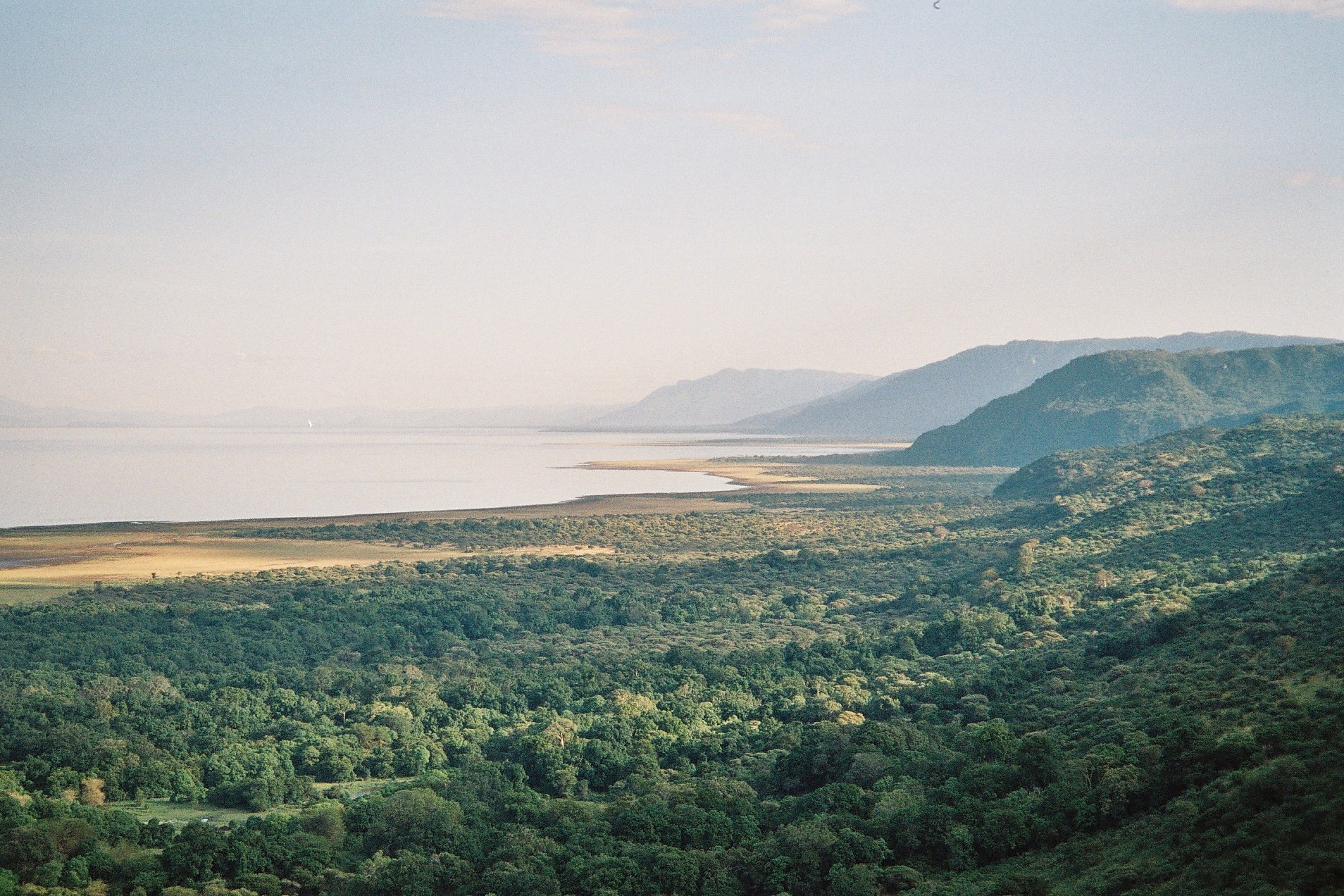
Der Manyara-See im Lake-Manyara-Nationalpark
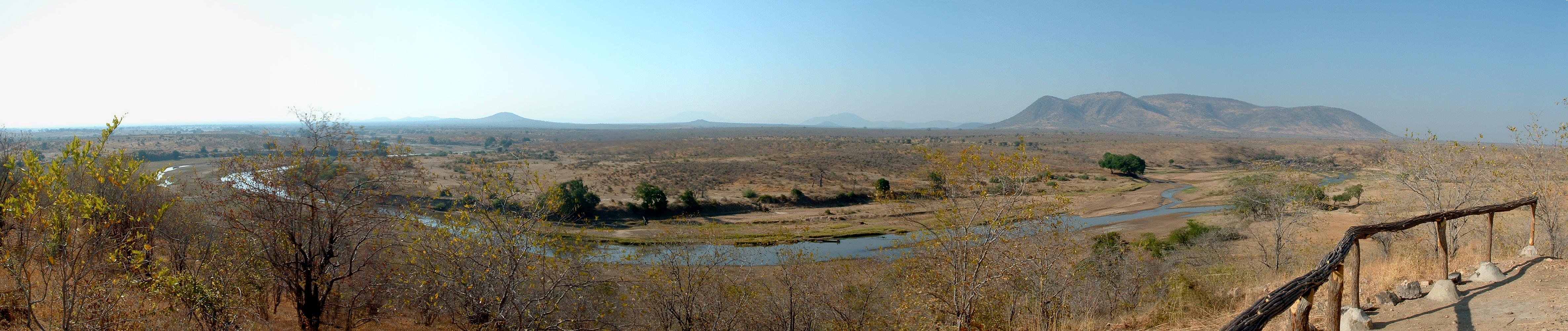
Ruaha-Nationalpark
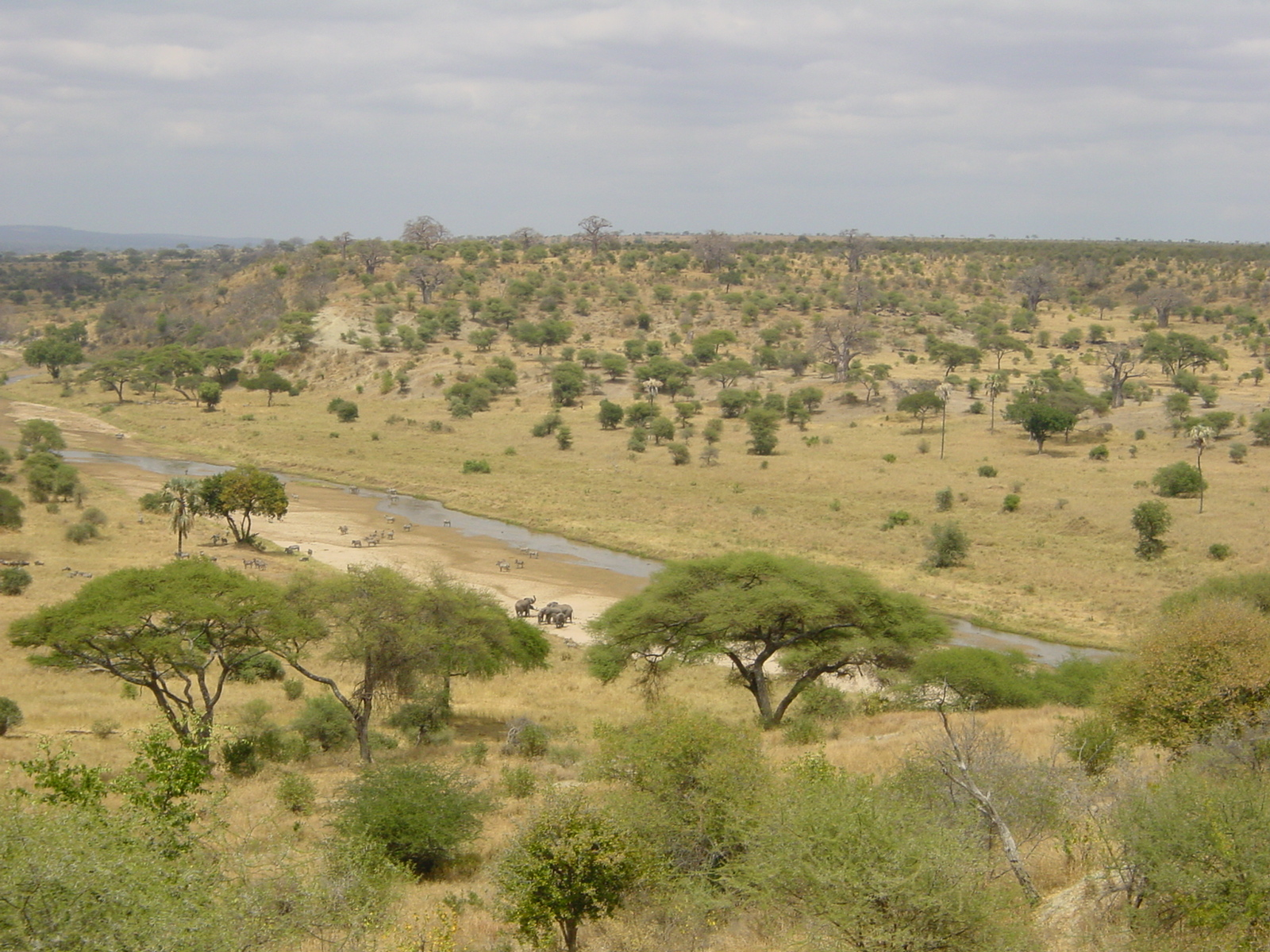
Tarangire-Nationalpark